# Četverec hitrosti
Četvêrec hitrósti (oznaka uμ) je razširitev pojma hitrosti na relativistične razmere. Določen je kot odvod svetovnega četverca po lastnem času:
{\displaystyle u^{\mu }={\frac {dx{^{\mu }}}{d\tau }}\!\,.}
Pri tem je xμ svetovni četverec, τ pa lastni čas.
Izražen s časom t, merjenem v izbranem inercialnem opazovalnem sistemu, je enak:
{\displaystyle u^{\mu }=\gamma {\frac {dx^{\mu }}{dt}}=(\gamma c_{0},\gamma {\vec {\mathbf {v} }})\!\,.}
Pri tem je c0 hitrost svetlobe v praznem prostoru, {\displaystyle {\vec {\mathbf {v} }}} vektor hitrosti v trirazsežnem prostoru, γ pa relativistični faktor:
{\displaystyle \gamma ={\frac {1}{\sqrt {1-\beta _{0}^{2}}}}={\frac {1}{\sqrt {1-{\frac {v^{2}}{c_{0}^{2}}}}}}\!\,.}